# Rivière Vassan
Pour les articles homonymes, voir Vassan.
La rivière Vassan est un affluent de la rivière Laine, coulant dans la région administrative du Abitibi-Témiscamingue, au Québec, au Canada, soit dans la municipalité régionale de comté (MRC) de :
- Abitibi : municipalité de La Corne ;
- La Vallée-de-l'Or : ville de Val-d'Or.

La foresterie est l'activité principale de ce bassin versant. Les activités récréotouristiques arrivent en second.
La surface de la rivière Vassan est généralement gelée de la mi-décembre à la mi-avril.

## Géographie

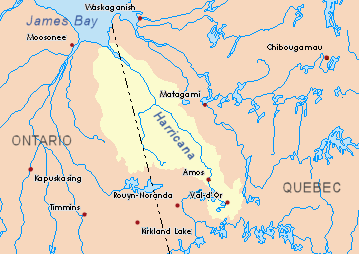
Bassin hydrographique de la rivière Harricana.

Les bassins versants voisins de la rivière Vassan sont :
- côté nord : rivière Laine, rivière des Aulnes, ruisseau Barraute, lac Legendre ;
- côté est : rivière Fiedmont, lac Senneville, rivière Courville, rivière Senneville ;
- côté sud : rivière Harricana, rivière Laine, lac De Montigny ;
- côté ouest : rivière Harricana, rivière Laine, rivière La Corne, rivière Baillairgé.

La source de la rivière Vassan est à 359 m d'altitude, au pied du flanc Est d'une montagne dont le sommet atteint : 468 m. Cette source est située près de la zone de tête de la rivière Landrienne, de la rivière La Corne et de la rivière Fiedmont, soit à :
- 17,1 km au nord de la confluence de la rivière Vassan avec la rivière Laine ;
- 19,1 km à l'est de la confluence du lac Malartic avec le lac La Motte ;
- 19,6 km au nord de la confluence de la rivière Harricana avec le lac Malartic ;
- 43,5 km au sud-est du centre-ville de Senneterre ;
- 28,9 km au nord-ouest du centre-ville de Val-d'Or.

À partir de sa source, la rivière Vassan coule sur 30,3 km selon les segments suivants :
- 6,5 km vers le sud, jusqu'à la décharge d'un petit lac (venant de l'ouest) ;
- 12,4 km vers le sud en serpentant et en recueillant les eaux de nombreux ruisseaux, jusqu'à la route ;
- 5,9 km vers le sud-ouest, jusqu'à la route 111 ;
- 5,5 km vers le sud-ouest, puis le nord-ouest, en serpentant jusqu'à son embouchure[2].

La rivière Vassan se déverse sur la rive est de la rivière Laine à :
- 2,9 km au nord-est de la confluence de la rivière Laine avec la rivière Harricana ;
- 4,0 km au nord-ouest de la confluence de la rivière Milky avec la rivière Harricana ;
- 10,8 m à l'est de la décharge de la rivière Harricana sur la rive est du lac Malartic ;
- 15,4 km au nord-ouest du centre-ville de Val d'Or.

## Toponymie
Le toponyme « rivière Vassan » a été officialisé le 5 décembre 1968 à la Commission de toponymie du Québec, soit lors de sa fondation.